# Нина (Висконсин)
Нина (енгл. Neenah) град је у америчкој савезној држави Висконсин.

## Демографија
По попису из 2010. године број становника је 25.501, што је 994 (4,1%) становника више него 2000. године.
| Група             | 2000.          | 2010.          |
| Белци             | 23.295 (95,1%) | 23.371 (91,6%) |
| Афроамериканци    | 84 (0,3%)      | 323 (1,3%)     |
| Азијати           | 235 (1,0%)     | 367 (1,4%)     |
| Хиспаноамериканци | 495 (2,0%)     | 967 (3,8%)     |
| Укупно            | 24.507         | 25.501         |